# Thaumamannia
Thaumamannia is een geslacht van wantsen uit de familie van de Tingidae (Netwantsen). Het geslacht werd voor het eerst wetenschappelijk beschreven door Drake & Davis in 1960.

## Soorten
Het genus bevat de volgende soorten:

- Thaumamannia insolita Guidoti, Montemayor, Campos & Guilbert, 2020
- Thaumamannia manni Drake & Davis, 1960
- Thaumamannia urucuana Guidoti, Montemayor, Campos & Guilbert, 2020
- Thaumamannia vanderdrifti van Doesburg, 1977